# Video-interactiebegeleiding

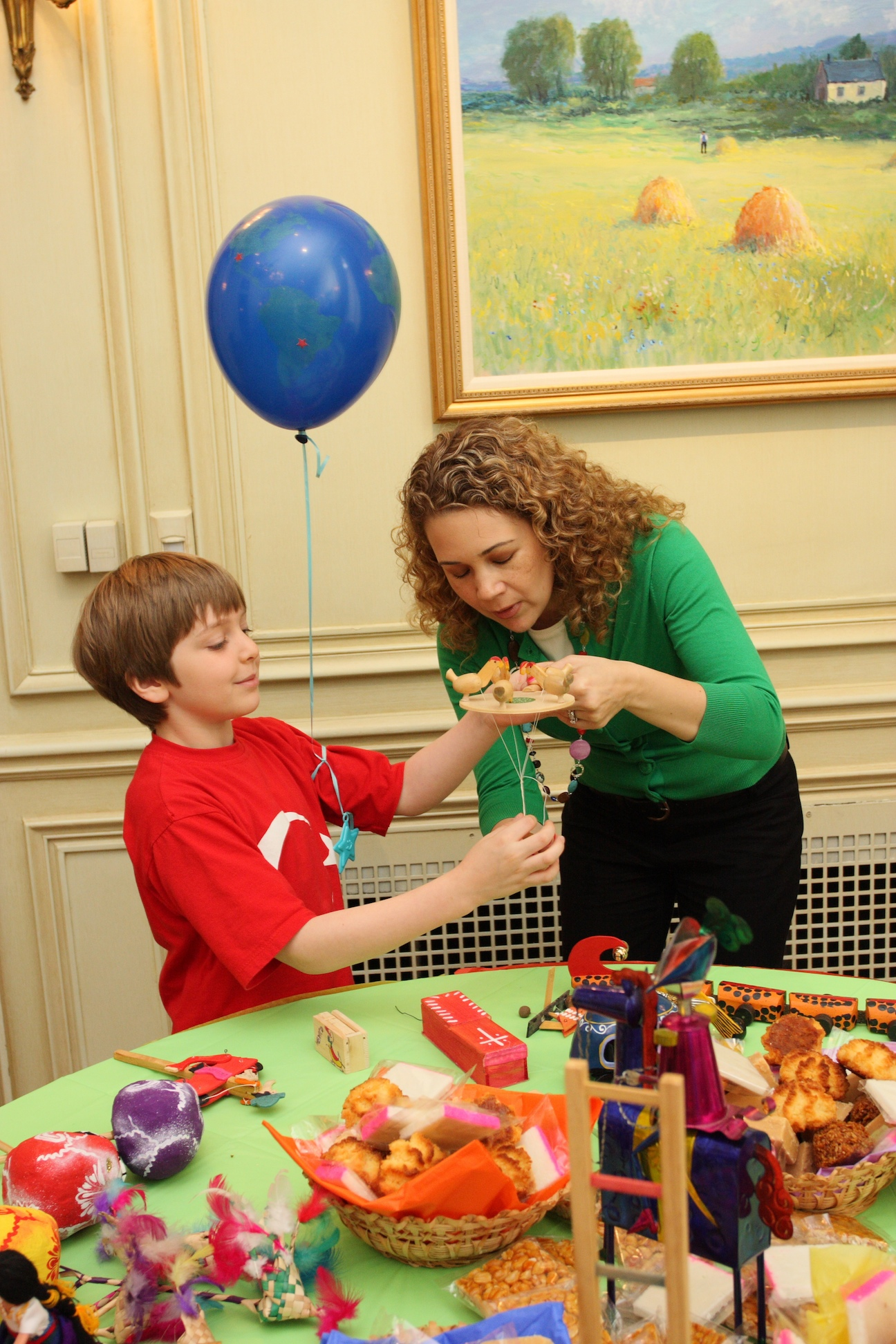
Bij video-interactiebegeleiding wordt de communicatie tussen opvoeder en kind geanalyseerd.

Video-interactiebegeleiding (VIB) is een methode die vooral wordt gebruikt bij opvoedingsondersteuning. Door het bespreken van video-opnames wordt de basiscommunicatie tussen opvoeder en kind geanalyseerd. Het doel van VIB is het verbeteren van de communicatie tussen opvoeder en kind en het bijdragen aan de sensitieve houding van de opvoeders. Bij het terugkijken van de opname staan twee vragen centraal:
1. Welke initiatieven neemt het kind om contact te maken?
2. Hoe reageren de opvoeders op die initiatieven?

Bijvoorbeeld kinderen met hechtingproblemen kunnen heel subtiele signalen uitzenden om contact te leggen of om hun wensen kenbaar te maken. Soms vragen ze op een onhandige manier om aandacht, waardoor hun opvoeders niet begrijpen wat ze willen. Door de opnames worden dit soort signalen vaak wél opgemerkt en met behulp van een hulpverlener geduid. 
De opnames worden doorgaans gemaakt tijdens een spelsituatie gedurende vijf à vijftien minuten. Video-interactiebegeleiding wordt onder andere succesvol ingezet bij begeleiding van adoptieouders, verslaafde moeders, bij ouders van kinderen met spraakproblemen, en bij training van hulpverleners.